# Leucotrichia
Leucotrichia is een geslacht van schietmotten uit de familie Hydroptilidae. De wetenschappelijke naam is voor het eerst geldig gepubliceerd in 1934 door Martin E. Mosely. Hij beschreef ook de typesoort, Leucotrichia melleopicta afkomstig uit Tabasco (Mexico).
Leucotrichia is het typegenus van de onderfamilie Leucotrichiinae, door Oliver S. Flint Jr. in 1970 opgericht. Dit is een groep van geslachten die uitsluitend in de Nieuwe Wereld voorkomen.  Leucotrichia wordt aangetroffen in de Verenigde Staten, Midden-Amerika en het Caraïbische gebied, en het noorden van Zuid-Amerika. Het zijn kleine schietmotten; de grootste soorten zijn niet meer dan 5 mm lang.

## Soorten
- Leucotrichia adela Wells & Wichard, 1989† (dit is de enige bekende fossiele soort)
- Leucotrichia alisensis Rueda-Martin, 2011
- Leucotrichia ayura Flint, 1991
- Leucotrichia bicornuta Thomson, 2012
- Leucotrichia botosaneanui Flint, 1996
- Leucotrichia brasiliana Sattler & Sykora, 1977
- Leucotrichia brochophora Flint, 1991
- Leucotrichia chiriquiensis Flint, 1970
- Leucotrichia dinamica Bueno-Soria, 2010
- Leucotrichia extraordinaria Bueno-Soria, Santiago-Fragoso & Barba-Alvarez, 2001
- Leucotrichia fairchildi Flint, 1970
- Leucotrichia forrota Oláh & Johanson, 2011
- Leucotrichia gomezi Flint, 1970
- Leucotrichia imitator Flint, 1970
- Leucotrichia inflaticornis Botosaneanu, 1993
- Leucotrichia inops Flint, 1991
- Leucotrichia interrupta Flint, 1991
- Leucotrichia laposka Oláh & Johanson, 2011
- Leucotrichia lerma Angrisano & Burgos, 2002
- Leucotrichia limpia Ross, 1944
- Leucotrichia melleopicta Mosely, 1934
- Leucotrichia mutica Flint, 1991
- Leucotrichia padera Flint, 1991
- Leucotrichia pictipes (Banks, 1911)
- Leucotrichia sarita Ross, 1944
- Leucotrichia termitiformis Botosaneanu, 1993
- Leucotrichia tritoven Flint, 1996
- Leucotrichia tubifex Flint, 1964
- Leucotrichia viridis Flint, 1967
- Leucotrichia yungarum Angrisano & Burgos, 2002

Robin E. Thomson en Ralph W. Holzenthal hebben in 2015 een revisie van het geslacht gepubliceerd met 13 nieuwe soorten uit Costa Rica, Mexico, Venezuela, Ecuador en Brazilië:
- Leucotrichia angelinae
- Leucotrichia denticulata
- Leucotrichia dianeae
- Leucotrichia fulminea
- Leucotrichia hispida
- Leucotrichia kateae
- Leucotrichia pectinata
- Leucotrichia procera
- Leucotrichia repanda
- Leucotrichia rhomba
- Leucotrichia riostoumae
- Leucotrichia sidneyi
- Leucotrichia tapantia